# Vystěhovalecký fond pro Čechy a Moravu
Vystěhovalecký fond pro Čechy a Moravu (německy Auswanderungsfond für Böhmen und Mähren) byl založen říšským protektorem 5. března 1940 jako složka Ústředny pro židovské vystěhovalectví (Zentralstelle für jüdische Auswanderung). Do tohoto fondu byl převáděn likvidovaný majetek židovských nadací a spolků, zejména finanční. Z fondu pak byly financovány deportace Židů do koncentračních táborů.

## Historie a charakter fondu
Fond byl ustaven v rámci nařízení říšského protektora Konstantina von Neuratha o péči o Židy a židovské organizace, vydaného 5. března 1940, a spadal pod Ústřednu pro židovské vystěhovalectví, kterou zpočátku vedl Adolf Eichmann. Na účet fondu byl převáděn zejména finanční majetek židovských obcí a spolků, ostatní majetek (zejména movitý) byl Židům ponecháván, aby se německé úřady zbavily zodpovědnosti za jejich správu a údržbu. Tento majetek většinou přecházel do fondu, až když byli Židé z příslušného místa deportováni do koncentračních táborů.
Zábor židovského majetku se odehrával pod rouškou regulérních kupních smluv. Avšak kupní smlouvy se soukromými osobami obsahovaly dodatek, že prodávající Žid dostane peníze až ve chvíli, kdy opustí Říši, což však nebylo možné legálně učinit. Dalším typem smluv byly smlouvy mezi obcí či městem a židovskou organizací – jenže částka obcí zaplacená šla do vystěhovaleckého fondu, ze kterého se pak financovaly deportace Židů.